# Groupe Salim
 (janvier 2011).
Le groupe Salim, plus connu sous son nom anglais Salim Group, est le plus important des conglomérats d'entreprises indonésiens. Le nom du groupe est celui de son fondateur, l'homme d'affaires Liem Sioe Liong, également connu sous son nom "indonésianisé" Sudono Salim.
Le groupe est actif dans l'agroalimentaire, l'audiovisuel (Elshinta Media), la grande distribution (Indomaret (en)), l'automobile (IndoMobil Group), la promotion immobilière et les loisirs, notamment dans l'hôtellerie, le tourisme, les terrains de golf, l'immobilier, les centres commerciaux et les zones industrielles. La branche agroalimentaire comprend notamment les sociétés PT Indofood Sukses Mamur, le plus gros producteur mondial de nouilles instantantanées, et PT Bogasari, une importante société de minoterie. Il possède également quelque 1 000 km2 de plantations de palmiers à huile et des concessions forestières (IndoAgri).

## Développement international
Le groupe Salim est impliqué dans plusieurs projets au Bengale occidental, en Inde.
Il participe à la construction de la Kolkata West International City ("cité internationale de Calcutta ouest). Salim et Universal Success sont investisseurs dans le projet, le groupe indonésien Ciputra en est le promoteur et la société Surbana de Singapour, le maîtrise d'œuvre.
Le projet d'un pont sur la Hooghly entre Raichak et Kukrahati, qui relierait Haldia à Calcutta, est dans l'air depuis de nombreuses années. Au début, on  pensait que ce pont suspendu de 2 km, coûtant plus de 30 milliards de roupies serait construit avec l'aide de la Malaisie. Par la suite, l'Agence de coopération internationale du Japon (JICA) entra en scène. Il fut ensuite remplacé par le groupe Salim,.
Le gouvernement offrira 20 km2 au Groupe Salim pour construire une nouvelle ville à Kukrahati. Cette implantation se trouve sur des terres basses et salées près des berges de la Hooghly.